# Eugeniusz Zahorski

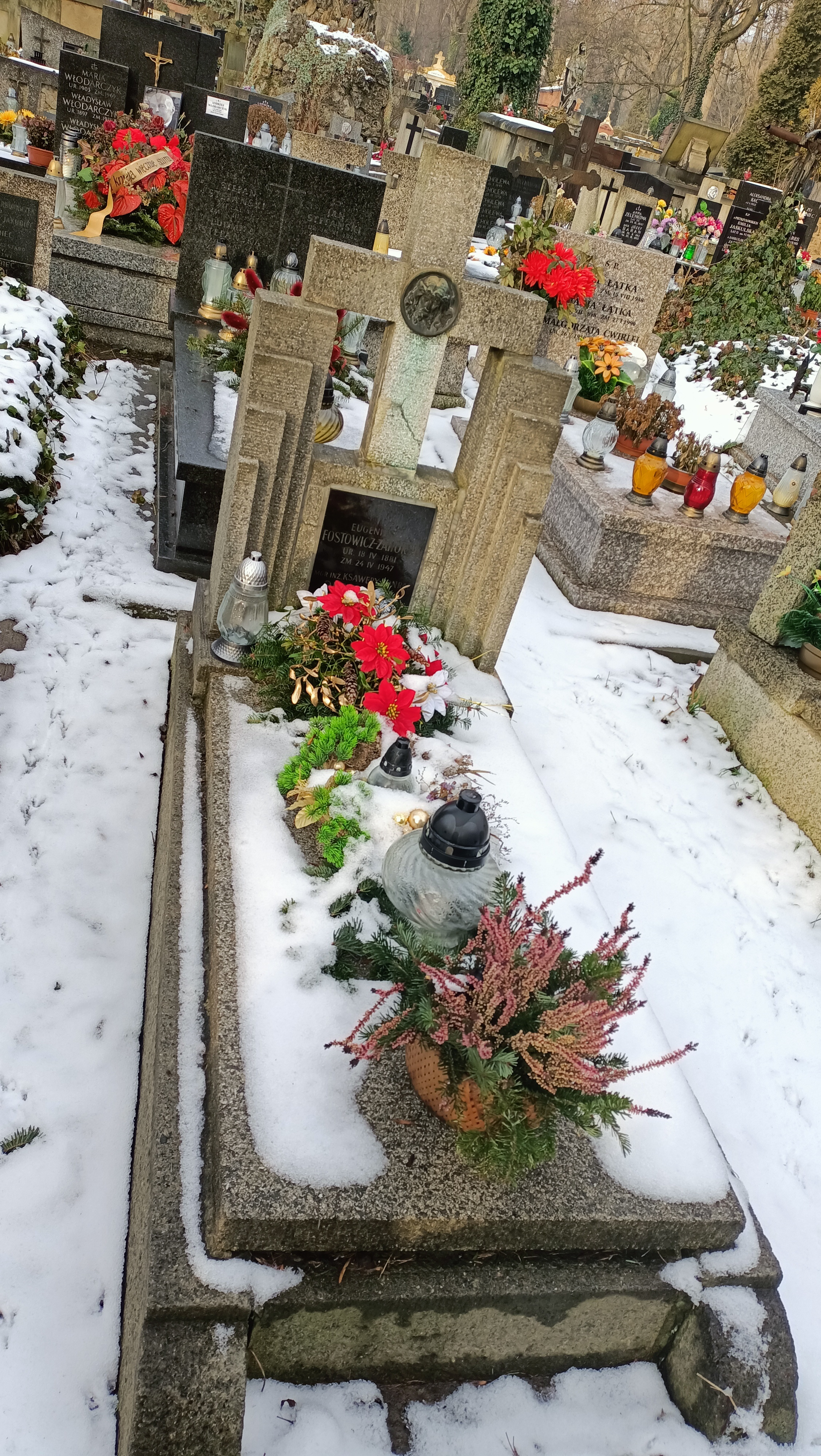
Grób Eugeniusza Fostowicz-Zahorskiego na Cmentarzu Rakowickim w Krakowie

Eugeniusz Fostowicz-Zahorski (ur. 18 kwietnia 1881 w Teklomirze, zm. 24 czerwca 1947 w Krakowie) – polski szachista i działacz szachowy, radca prawny.

## Życiorys
Urodzony na Kresach Wschodnich (majątek rodzinny Teklomir na terenie późniejszego powiatu Wilejka) w rodzinie ziemiańskiej, był synem Michała i Heleny ze Stankiewiczów. Lata dziecinne i młodzieńcze spędził na terenie Rosji, do gimnazjum uczęszczał w Moskwie, tam zdał maturę i rozpoczął studia. Dyplomu uniwersyteckiego nie uzyskał ze względu na zaangażowanie polityczne w szeregach narodników, antycarskiego, a zarazem antymarksistowskiego ruchu liberalnego. Działalność ta pociągnęła za sobą represje polityczne, przez jakiś czas Zahorski przebywał jako zesłaniec polityczny na Syberii, był również więziony w Moskwie. Był również związany bliżej z polskimi socjalistami (należał do Polskiej Partii Socjalistycznej), ale ograniczył aktywność w tym ruchu, zniechęcony radykalizmem rewolucji 1905, koncentrując się jedynie na nurcie niepodległościowym. W latach I wojny światowej uczestniczył w walkach na Dalekim Wschodzie. W 1918 osiadł w Warszawie, gdzie pracował w instytucjach państwowych w charakterze radcy prawnego. Od 1928 w tym charakterze zatrudniony był w Najwyższej Izbie Kontroli Państwa.
W latach międzywojennych Eugeniusz Zahorski udzielał się jako publicysta i redaktor jednego z pism katolickich. Kontynuował także pisanie wierszy religijnych, rozpoczęte jeszcze za caratu (poemat Powrót wraz z wierszem Przymierze, zbiór sonetów Różaniec), których jednak nie ogłaszał drukiem. Zajmował się ponadto tłumaczeniami, głównie z języka rosyjskiego. Z racji dawnej współpracy w środowisku socjalistów m.in. z Józefem Piłsudskim i Ignacym Daszyńskim bywał zapraszany na uroczystości państwowe w Belwederze i na Zamku Królewskim. Po latach wielkiej estymy dla Piłsudskiego, którego uważał za twórcę niepodległej Polski, odstąpił od grona jego zwolenników po zamachu majowym w 1926.

### Szachy
Należał do najaktywniejszych działaczy warszawskiego środowiska szachowego. Umiejętności szachowe wyniósł z jednego z pobytów w moskiewskim więzieniu. W pierwszych latach powojennych uczestniczył w pracach nad ożywieniem działalności Warszawskiego Towarzystwa Zwolenników Gry Szachowej, a w latach 30. był w gronie współzałożycieli Warszawskiego Klubu Szachistów. W 1933 został wybrany prezesem tego klubu; miał możliwość współpracować m.in. z Emilem Grossem, Jerzym Jagielskim, Leonem Tuhan-Baranowskim, Izaakiem Towbinem, Kazimierzem Makarczykiem, Janem Kleczyńskim, wraz z którymi doprowadził w kwietniu 1935 do otwarcia nowej siedziby klubu przy ulicy Marszałkowskiej 66 (wcześniej klub miał siedzibę na Wilczej). W uroczystej inauguracji lokalu klubowego 9 kwietnia 1935 wziął udział znany gracz Salomon Flohr.
Zahorski próbował także swoich sił jako zawodnik. Grywał głównie w turniejach dla szachistów II kategorii, notując sporadyczne sukcesy; miał m.in. na koncie zwycięstwa nad Henrykiem Pogoriełym i Leonem Kremerem. W 1933 wygrał nieduży, czteroosobowy turniej Warszawskiego Klubu Szachistów. Bardziej znany był z organizowania w siedzibie tegoż klubu swoistych maratonów szachowych, "w których 36 godzin gry bez przerwy nie było niczym nadzwyczajnym" (Tadeusz Czarnecki). Zahorski zajmował się popularyzacją szachów w Wojsku Polskim, uczestniczył w partiach konsultacyjnych, symultanicznych, popisach "gry na ślepo". W 1930 w warszawskim cyrku brał udział w pokazie gry "na pamięć", wspólnie m.in. z Kazimierzem Makarczykiem i Dawidem Przepiórką.
Latem 1939 Zahorski wybrany został w skład Rady Naczelnej Polskiego Związku Szachowego. Po wybuchu wojny włączył się do okupacyjnego życia szachowego Warszawy, uczestnicząc w towarzyskich rozgrywkach w kawiarniach Kwiecińskiego i Leżeńskiego. W 1940 w kawiarni Kwiecińskiego gestapo dokonało aresztowania warszawskich szachistów, którym zezwolono później na rozegranie w areszcie turnieju; był wśród zatrzymanych Zahorski. W odróżnieniu od graczy o korzeniach żydowskich (m.in. Dawid Przepiórka, Mojżesz Łowcki, Stanisław Kohn, Achilles Frydman), którzy niebawem ponieśli śmierć z rąk Niemców, Zahorski został zwolniony z więzienia po około tygodniu. Nie zaprzestał aktywności szachowej, uczestniczył w serii turniejów rozegranych w Warszawie w latach 1942-1944, nazywanych nieoficjalnymi mistrzostwami miasta (na potrzeby jednego z turniejów udostępnił swoje mieszkanie). W pierwszym takim turnieju, rozegranym na przełomie 1942 i 1943, Zahorskiemu przypadła III lokata, a zwyciężył Andrzej Pytlakowski. W latach okupacyjnych najwięcej grywał z Zygmuntem Szulce, jego przeciwnikami byli też m.in. Tadeusz Gniot, Jan Gadaliński, Henryk Rewkiewicz, Jerzy Jagielski.
Po wojnie Eugeniusz Zahorski przeniósł się na Śląsk. Pracował w katowickim zjednoczeniu węglowym, nie zaniedbując szachów; był współzałożycielem Centralnej Sekcji Szachowej przemysłu węglowego (zrzeszającej w 1947 300 członków). Na przełomie 1945 i 1946 sięgnął po wicemistrzostwo Katowic, w kolejnych mistrzostwach miasta podzielił IV-V miejsce. W 1946 wystąpił w mistrzostwach Polski w Sopocie (bez powodzenia walczył w warszawskich eliminacjach mistrzostw kraju już na przełomie 1925 i 1926); jako nestor turnieju podzielił XV-XVIII lokatę, zdobywając 9 punktów. Odnotował zwycięstwa nad graczami czołówki turnieju – Bogdanem Śliwą, Stanisławem Gawlikowskim, Izaakiem Grynfeldem.

### Życie prywatne
Był dwukrotnie żonaty. W 1906 poślubił poznaną w Moskwie Annę Antoninę z Elzenbergów (1882-1942), znaną później poetkę i pisarkę, używającą pseudonimu Savitri. Żona uczestniczyła również w działalności socjalistycznej, potem była zaangażowaną działaczką katolicką. Niemal od pierwszych dni okupacji niemieckiej w czasie II wojny światowej uczestniczyła w konspiracji, zginęła w obozie koncentracyjnym w Oświęcimiu. Być może w nawiązaniu do szachowej pasji męża Anna Zahorska napisała w 1932 nowelę Szach królowej, w której zaangażowanie mężczyzny w szachy prowadzi do rodzinnej tragedii. Zaraz po wojnie Zahorski zawarł drugi związek małżeński, z dużo młodszą od siebie kobietą.
Z pierwszego małżeństwa miał sześcioro dzieci: synów Bronisława (1907-1984, absolwenta dwóch fakultetów: prawnika i romanistę, urzędnika Najwyższej Izby Kontroli), Jerzego Dominika (1917-2005, inżyniera, w czasie II wojny światowej lotnika RAF-u, pozostałego na emigracji w Anglii), Józefa Zygmunta (zmarłego w dzieciństwie w latach międzywojennych) oraz córki Wandę Zofię (1913-1945?, zamężną Skirmuntową, zmarłą w jednym z obozów koncentracyjnych w nieznanych bliżej okolicznościach), Elżbietę Marię (1915-1939, u progu okupacji rozstrzelaną za zrywanie niemieckich plakatów propagandowych) i Krystynę Klarę Wiktorię (1921-1944, uczestniczkę konspiracji, zamężną Zaremba-Celińską, zmarłą tragicznie wraz z mężem i rocznym synem w wyniku bombardowania stolicy w czasie powstania warszawskiego).
Jego prawnuczka (wnuczka Jerzego Dominika i córka Bohdana), Tiffany Zahorski (ur. 1994) została łyżwiarką figurową reprezentującą Rosję, Olimpijką.
Bratem Eugeniusza był Bolesław Zahorski (1887-1922), działacz Polskiej Partii Socjalistycznej, drukarz i bibliotekarz, oficer Legionów, poeta, natomiast bratem stryjecznym ksiądz Tadeusz Zahorski (1862-1907), proboszcz kilku parafii na Wileńszczyźnie, dziekan w Wornianach, budowniczy kościoła św. Jana Chrzciciela w Bieniakoniach. Dalszym krewnym był Władysław Zahorski (1858-1927), lekarz wileński, autor prac historycznych.
Zahorski zmarł nagle 24 czerwca 1947 w Krakowie, gdzie przebywał u ciotecznej siostry. Został pochowany na cmentarzu Rakowickim w Krakowie (kwatera HB-7-3).